# Billbergia reichardtii
Billbergia reichardtii är en gräsväxtart som beskrevs av Heinrich Wawra. Billbergia reichardtii ingår i släktet Billbergia och familjen Bromeliaceae. Inga underarter finns listade i Catalogue of Life.